# Inokulationstheorie
Die Inokulationstheorie ist eine von William J. McGuire im Koreakrieg entwickelte Theorie auf dem Gebiet der Sozialpsychologie. Sie beschreibt ein Verfahren, Einstellungen resistent gegenüber Änderungsversuchen zu machen.
Die Theorie zielt auf die Bekräftigung sogenannter Truismen, also gesellschaftlich anerkannter Einstellungen, gegen Angriffe. McGuire geht davon aus, dass die Einstellung gegenüber solchen Truismen besonders leicht (z. B. durch Propaganda) zu erschüttern ist, da man aufgrund ihrer allgemeinen Akzeptanz weder motiviert noch geübt ist, sie zu verteidigen.

## Kognitive Impfung
Truismen können auf zwei Arten resistent gemacht werden:
- Unterstützung: Bereitstellen von unterstützenden Argumenten
- Kognitive Impfung: Bereitstellen von (nicht besonders starken) Gegenargumenten, die aber sofort widerlegt werden.

Die unterstützenden Argumente werden laut McGuire leichter wieder vergessen, die Gegenargumente mit deren Widerlegung aber länger behalten.
Daher wurde der Begriff Inokulation gewählt, was in der Medizin das Einbringen von Krankheitserregern oder wachstumsfähigen Zellen in einen Organismus oder ein Nährmedium bedeutet. Die Einstellung zu Truismen soll also durch eine Quasi-Impfung mit Gegenargumenten resistent gemacht werden.
Auf Falschinformationen direkt mit Fakten zu reagieren, wirkt oft nicht nachhaltig. Daher setzen andere Inokulationsstrategien nicht bei den Inhalten und deren Wahrheitsgehalt an wie etwa ein Fakten-Checker, sondern bei der Wahrnehmung der Mediennutzer. Diese sollen bestimmte Muster von Manipulationsmethoden wie persönliche Angriffe, Inkohärenz, falsche Alternativen, negative Emotionen oder die Suche nach Sündenböcken durch die Präsentation von Lehrvideos erkennen und anschließend aus den Medien herausfiltern. Ob es sich dabei wirklich um eine Inokulation im Sinne einer Immunisierung handelt oder eher um einen Priming-Effekt, der darin besteht, dass ein vorangegangener Reiz die Verarbeitung eines darauffolgenden Reizes unbewusst beeinflusst, ist jedoch strittig.